# ECM Selected Recordings
ECM Selected Recordings – jazzowy składankowy album Art Ensemble of Chicago z nagrań dokonanych w latach 1978–1997 i wydany w roku 2002 przez firmę ECM.

## Historia i charakter albumu
Album ten jest składanką z nagrań dokonanych dla firmy ECM w latach 1978–1997 przez zespół Art Ensemble of Chicago i jego muzyków.
Grupa AEC nagrała dla tej firmy cztery albumy: Nice Guys (1978), Full Force  (1980), Urban Bushmen (1980) i The Third Decade (1984). Następnych kilkanaście albumów zespołu zostało wydanych przez japońską firmę DIW. Na początku lat 2000. grupa wydała znów dla ECM dwa następne albumy: Tribute to Lester (2001) i Reunion (2003)
Lester Bowie nagrał dla ECM cztery albumy: Avant Pop (jako Lester Bowie's Brass Fantasy), I Only Have Eyes for You (jako Lester Bowie's Brass Fantasy), All the Magic! (jako Lester Bowie), The Great Pretender (jako Lester Bowie). Pojawił się także na trzech innych albumach ECM: In Europe (firmowany przez Jack DeJohnette New Directions), New Directions (firmowany przez Jacka DeJohnette'ego) oraz Divine Love (firmowany przez Wadadę Leo Smitha).
Rosco Mitchell nagrał dla ECM jeden album – Nine to Get Ready (jako Roscoe Mitchell & the Nore Factory)
Kompozycje wydane na tej składance zostały wybrane osobiście przez muzyków.
Album ten ukazał się w serii :rarum z numerem VI.

## Muzycy
Art Ensemble of Chicago
- Lester Bowie – trąbka, skrzydłówka, długi róg, czelesta, bęben basowy, talerze
- Roscoe Mitchell – saksofony: sopranowy, altowy, tenorowy i basowy, piccolo, flet, flet bambusowy, klarnet, obój, bongosy, kongi, gongi, dzwonki, gwizdki, klaksony, drewniane bloki, wokal itd.
- Joseph Jarman – saksofony: sopranino, sopranowy, altowy, tenorowy i barytonowy, klarnet basowy, fagot, piccolo, flety, flet altowy, muszla, gongi, kongi, tom-tomy, wibrafon, gwizdki, dzwonki, syrena, klaksony, syntezator, wokal itp.
- Malachi Favors Maghostut – kontrabas, gitara basowa, instrumenty perkusyjne, melodica, wokal
- Famoudou Don Moye – "Sun Percussion"

Inni muzycy
Album Rios Negroes Lestera Bowiego
- Donald Smith – fortepian
- Fred Williams – kontrabas
- Phillip Wilson – perkusja

Album Nine to Get Ready Roscoe Mitchell & the Note Factory
- Hugh Ragin – trąbka
- George Lewis – puzon
- Matthew Shipp – fortepian
- Craig Taborn – fortepian
- Jaribu Shahid – kontrabas
- William Parker – kontrabas
- Tani Tabbal – perkusja
- Gerald Cleaver – perkusja

## Spis utworów
| 1. | Charlie M (Lester Bowie) – album AEC Full Force                                                  | 9:21    |
|    |                                                                                                  |         |
| 2. | Magg Zelma (Malachi Favors Maghostut) – album AEC Full Force                                     | 19:50   |
|    |                                                                                                  |         |
| 3. | Rios Negroes (Lester Bowie) – album Lestera Bowiego The Great Pretender                          | 7:14    |
|    |                                                                                                  |         |
| 4. | Folkus (Famoudou Don Moye) – album AEC Nice Guys                                                 | 10:59   |
|    |                                                                                                  |         |
| 5. | Nine to Get Ready (Roscoe Mitchell) – album Roscoe Mitchell & the Note Factory Nine to Get Ready | 3:48    |
|    |                                                                                                  |         |
| 6. | Prayer for Jimbo Kwesi (Joseph Jarman) – album AEC The Third Decade                              | 9:45    |
|    |                                                                                                  |         |
| 7. | Odwalla/Theme (Roscoe Mitchell) – album AEC Urban Bushmen                                        | 5:13    |
|    |                                                                                                  |         |
| 8. | Nice Guys (Roscoe Mitchell) – album AEC Nice Guys                                                | 1:41    |
|    |                                                                                                  |         |
|    |                                                                                                  | 1:07:51 |
|    |                                                                                                  |         |

## Opis płyty
- Producent – Manfred Eicher
- Inżynierowanie nagrywający – Martin Wieland, David Baker, James Farber
- Data nagrań – 1978–1997
- Miejsce nagrania – Monachium, Niemcy i inne
- Remastering – do formatu 24-bit./96khz
- Projekt graficzny – Obie Creed
- Fotografie – Dani Lienhard, Roberto Masotti, Ralph Quinke, zbiór Art Ensemble of Chicago
- Czas – 68:12
- Firma nagraniowa

ECM (2002)
Numer katalogowy – 440 014 196-2
- Inne wydania

Universal/Polygram (2002)
Numer katalogowy – 4008
Jazz Heritage Society (USA)
Numer katalogowy – 5185179